# St. Johann im Pongau
St. Johann im Pongau é uma cidade da Áustria, situada no distrito de St. Johann im Pongau, no estado de Salzburgo. Tem 78,14 km² de área e sua população em 2019 foi estimada em 11.017 habitantes.